# Alexander Hesse
Alexander Hesse (* 1969) ist ein Filmproduzent, Redakteur und Co-Autor verschiedener Bücher.

## Leben und Wirken
Hesse wurde 1969 geboren und studierte Journalismus sowie Politikwissenschaften an den Universitäten Frankfurt am Main und Mainz.
Er war zwischen 2006 und 2012 Redaktionsleiter der Sendung Terra X, wo er schon seit dem Jahr 2003 bis mindestens ins Jahr 2020 an Produktionen beteiligt war. 2012 stieg er aber zeitweise bei Terra X aus. In seiner Zeit bei Terra X leitete und entwickelte er (vor 2012)  die Formate „Deutschland von oben“, „Superbauten“ und „Schneller als das Auge“. Er ist Geschäftsführer der Gruppe 5 Filmproduktion und wurde mehrfach für den Deutschen Fernsehpreis nominiert.

## Filmografie (Auszug)
- Im Einsatz für Haie. Dokumentarfilm, Deutschland 2009, Erstausstrahlung ZDF am 3. November 2009 (Redaktion)
- Deutschland von oben. Dokumentarfilm, Deutschland 2012, Kinostart am 7. Juni 2012 (Executive Producer)
- Hallo Spencer – Der Film. Spielfilm, Deutschland 2023/2024, Erstausstrahlung ZDFneo am 25. Dezember 2024 (Produzent)
- Terra X. Dokumentationsformat, Deutschland. 21 Folgen zwischen 2016 und 2020; 5 Folgen im Jahr 2023. (Produktion)
- Die glorreichen 10. Dokumentationsserie, Deutschland. 11 Folgen zwischen 2015 und 2016; 2 Folgen im Jahr 2021. (Produktion)

## Schriften
- Gisela Graichen, Rolf Hammel-Kiesow (unter Mitarbeit von Alexander Hesse): Die deutsche Hanse – eine heimliche Supermacht. Rowohlt, Reinbek 2011, ISBN 978-3-498-02519-9.
- als Hrsg.: Deutschlands Supergrabungen. Theiss, Stuttgart 2012, ISBN 978-3-8062-2630-0.
- mit Gisela Graichen: Die Bernsteinstraße. Verborgene Handelswege zwischen Ostsee und Nil. Rowohlt, Reinbek 2012, ISBN 978-3-498-02522-9.
- mit Gisela Graichen: Geheimbünde. Freimaurer und Illuminaten, Opus Dei und Schwarze Hand. Rowohlt, Reinbek 2013, ISBN 978-3-498-02526-7.